# اعتراضات ۲۰۲۵ لس آنجلس
در تاریخ ۶ ژوئن ۲۰۲۵، اعتراضاتی در لس‌ آنجلس پس از آن‌که اداره مهاجرت و گمرک ایالات متحده (ICE) به چندین مکان در سطح شهر یورش برد تا افرادی را که ظاهراً در مهاجرت غیرقانونی به ایالات متحده و تخلفات دیگر دست داشتند، بازداشت کند آغاز شد. برخی از این اعتراضات پس از درگیری معترضان با اداره پلیس لس آنجلس (LAPD) و مأموران ICE به خشونت کشیده شد. با این حال، بیشتر اعتراضات به‌صورت مسالمت‌آمیز برگزار شده‌اند و عمدتاً در محدوده‌ای به وسعت حدود پنج بلوک در مرکز شهر لس‌آنجلس انجام گرفته‌اند.
یادداشت‌ها:
1. ↑  دولت ایالتی کالیفرنیا درگیر یک اختلاف سیاسی مداوم با دومین دوره ریاست‌جمهوری دونالد ترامپ.